# علم مناعة بيطري
علم المناعة البيطري هو دراسة جميع جوانب الجهاز المناعي في الحيوانات. وهو فرع تحت العلوم الطبية الحيوية ويتعلق بعلم الحيوان والعلوم البيطرية. تشمل الاهتمامات الأعطال والاضطرابات، وكذلك صحة الجهاز المناعي لدى الحيوانات. يهتم بكيفية عمل الجهاز المناعي، وكيف تمنع اللقاحات المرض ولماذا لا تعمل اللقاحات في بعض الأحيان وتسبب ردود فعل سلبية.